# Csorvási löszgyep
Csorvási löszgyep este o arie protejată (arie specială de conservare — SAC, sit de importanță comunitară — SCI) din Ungaria întinsă pe o suprafață de 12,91 ha, integral pe uscat.

## Localizare
Centrul sitului Csorvási löszgyep este situat la coordonatele 46°36′53″N 20°48′49″E / 46.614722°N 20.813611°E.

## Înființare
Situl Csorvási löszgyep a fost declarat sit de importanță comunitară în mai 2004 pentru a proteja un număr necunoscut de specii din flora spontană și fauna sălbatică aflate în arealul zonei. Situl a fost protejat și ca arie specială de conservare în februarie 2010.

## Biodiversitate
Situată în ecoregiunea panonică, aria protejată conține 1 habitat natural: Pajiști stepice panonice pe loess.
La baza desemnării sitului se află un număr nedeclarat de specii protejate.
Pe lângă speciile protejate, pe teritoriul sitului au mai fost identificate 4 specii de plante, 1 specie de reptile.